# Ärgre dich, o Seele, nicht
Ärgre dich, o Seele, nicht (Ne te chagrine pas, ô mon âme), (BWV 186), est une cantate religieuse de Johann Sebastian Bach composée d'abord à Weimar en 1716 et portant le numéro de catalogue BWV 186a, puis développée à Leipzig en 1723,.

## Histoire et livret

### Weimar
La cantate est basée sur un texte de cantate écrit par Salomon Franck pour le troisième dimanche de l'Avent et publié dans les Evangelische Sonn- und Fest-Tages-Andachten en 1717. Ses paroles contiennent les mouvements  1, 3, 5, 8 et 10 de la future cantate et un choral différent pour la conclusion, celui de Ludwig Helmbold. Bach composa cette cantate BWV 186a en 1716 à Weimar où il la dirigea le 13 décembre 1716.
Il y a six mouvements. Les chiffres entre parenthèses indiquent la correspondance avec les mouvements de la cantate BWV 186.
1. chœur : Ärgre dich, o Seele, nicht (1)
2. aria : Bist du, der da kommen soll  (3)
3. aria : Messias läßt sich merken (5)
4. aria : Die Armen will der Herr umarmen (8)
5. aria : Laß Seele, kein Leiden (10)
6. choral : Darum, ob ich schon dulde

Une reconstitution de la cantate a été publiée par Diethard Hellmann (en) en 1963.

### Leipzig
Comme Leipzig observait le tempus clausum (de) du deuxième au quatrième dimanche de l'Avent, Bach ne pouvant y jouer la cantate pendant cette période la développa en une cantate en deux parties pour le septième dimanche après la Trinité comme il l'avait fait pour Herz und Mund und Tat und Leben, BWV 147 juste avant le 2 juillet 1723. Pour cette destination liturgique, trois autres cantates ont franchi le seuil de la postérité : les BWV 54, 107 et 187. Il ajouta des récitatifs et modifia légèrement les paroles des arias, remplaçant le choral final par le onzième verset du choral Es ist das Heil uns kommen her (1523) de Paul Speratus et ajouta la douzième verset de ce choral pour terminer la première partie de la cantate. Il la dirigea pour la première fois le 11 juillet 1723.
Les lectures prescrites pour ce dimanche étaient Rom. 6 :19–23 et marc 8 :1–9, la multiplication des pains, épisode auquel renvoie les récitatifs en soulignant des mots tels que « Hunger » ou « schmecket und sehe ».

## Structure et instrumentation
La cantate est écrite pour deux hautbois, taille (hautbois ténor), deux violons, alto et basse continue y compris un basson, quatre solistes (soprano, alto, ténor, basse) et un chœur en quatre parties. Les onze mouvements sont regroupés en deux parties, les mouvements 1 à 6 devant être joués avant le sermon, les autres après.
1. chœur : Ärgre dich, o Seele, nicht
2. récitatif (basse) : Die Knechtsgestalt, die Not, der Mangel
3. aria (basse) : Bist du, der mir helfen soll
4. récitatif (ténor) : Ach, daß ein Christ so sehr
5. aria (ténor, hautbois et violons) : Mein Heiland läßt sich merken
6. choral : Ob sichs anließ, als wollt er nicht

après le sermon :
1. récitatif (ténor) : Es ist die Welt die große Wüstenei
2. aria (soprano, violons) : Die Armen will der Herr umarmen
3. récitatif (alto) : Nun mag die Welt mit ihrer Lust vergehen
4. aria (soprano, alto, violons, hautbois et taille): Laß, Seele, kein Leiden
5. choral : Die Hoffnung wart' der rechten Zeit

## Musique
Le chœur d'ouverture est en forme rondo, A B A B A. Le premier vers du poème revient à la section A et les vers 2 à 4 à la section B. La section A est une complexe combinaison d'une composition vocale et instrumentale. Les instruments arrivent avec une sinfonia de huit mesures suivie par un courte « Devise » vocale répétée par l'orchestre et seulement alors commence un développement fugué, les parties vocales étant parfois insérées dans des éléments de la sinfonia. La première répétition de la section A est abrégée dans la sinfonia tandis que la seconde commence immédiatement avec la partie fuguée. La section B en revanche est disposée a cappella (accompagnée seulement du continuo) et partiellement homophonique.
L'instrumentation des quatre arias montre une complexité croissante ainsi qu'une montée des voix les plus basses vers les voix les plus hautes, la soprano et l'alto n'intervenant que dans la deuxième partie. La première aria n'est accompagnée que du continuo, les deux suivantes sont disposées en trio et l'aria finale compose un duo avec l'orchestre. Cela ressemble à une gigue et les voix chantant Laß, Seele, kein Leiden von Jesu dich scheiden en illustrent la signification d'un mouvement parallèle.
Les quatre récitatifs se terminent tous en arioso.
Les mouvements 6 et 11 qui terminent les deux parties de la cantate reprennent la même musique qui est une fantaisie chorale. Le choral est inséré dans un concerto de l'orchestre, le cantus firmus est attribué à la soprano tandis que les voix basses chantent le contrepoint dans un mouvement plus rapide, parfois en imitation.